# Tratado de Amizade e Cooperação entre Espanha e Guiné Equatorial de 1980
O Tratado de Amizade e Cooperação entre Espanha e Guiné Equatorial foi um tratado internacional assinado em 23 de outubro de 1980 em Madrid pelo vice-presidente e comissário do Ministério de Assuntos Exteriores equato-guineense Florencio Mayé Elá e o chanceler espanhol José Pedro Pérez-Llorca.. O tratado foi publicado no Boletim Oficial do Estado de 27 de julho de 1981.

## História

### Antecedentes
Após o desenvolvimento da crise diplomática entre Espanha e Guiné Equatorial em 1969, as relações entre os dois países esfriaram. Embora fosse firmado em 12 de outubro de 1969 um acordo de cooperação cultural e, posteriormente, em 24 de julho de 1971, outros dois acordos, a ditadura de Francisco Macías apoiada na Constituição da Guiné Equatorial de 1973, cessou todo o contato diplomático com a Espanha. Durante esse tempo,  caia o regime de Francisco Franco (1975) no país europeu, iniciando-se a monarquia constitucional de Juan Carlos I e o governo de Adolfo Suárez. A queda da ditadura no país africano em 3 de agosto de 1979 mediante um golpe militar, e o estabelecimento do regime de Teodoro Obiang permitiu o restabelecimento das relações bilaterais entre os dois países, e em 31 de outubro de 1979 foi assinado pela primeira vez desde 1971 um acordo de cooperação entre os dois países e um protocolo, os quais se seguiriam em 5 de dezembro de 1979 a um acordo de cooperação financeira e dois protocolos.
Nesse mesmo ano de 1980, nos meses que antecederam a assinatura do tratado, foram acordados sete acordos ou protocolos entre os dois países, incluindo aqueles que permitiram a presença da Universidade Nacional de Educação à Distância (UNED) espanhola em Malabo e Bata.

### Tratado
O texto se iniciava com um reconhecimento dos parênteses criados por Macías e o desejo de ambos os países de encerrá-lo:
Que após a mudança política registrada em 3 de agosto de 1979, o novo Governo da República da Guiné Equatorial se dirigiu ao governo e ao povo espanhol solicitando sua ajuda na reconstrução do país
Após o tratado foram criadas uma série de empresas mistas, com participação de 50% para cada país, incluindo a GEPSA (petróleo, com participação da empresa espanhola Hispanoil), a GEMSA (minerais, a parte espanhola pertencia a ADARO, empresa do Instituto Nacional de Industria - INI), Guinextebak (Banco Exterior de Guinea Ecuatorial y España), CETA (Compañía Ecuatoguineana de Transporte Aéreo) e OFICAR, para o transporte urbano de passageiros.
Algumas semanas após a assinatura do Tratado de Amizade entre Espanha e Guiné Equatorial, Teodoro Obiang fez sua primeira viagem para a França na véspera de uma visita dos Reis de Espanha para o Gabão e Camarões, com uma escala em Guiné Equatorial na primeira quinzena de dezembro. Retornando de Paris, Obiang fez uma escala em Rabat (Marrocos).